# Théodechilde (femme de Thibert II)
Pour les articles homonymes, voir Théodechilde.
Théodechilde ou Thichilde, du germanique Theut-hild, morte en 613, est une reine franque.
Fille hypothétique « d'un haut personnage romain de Bourges », elle épouse en 609 Thibert II, roi d'Austrasie. Ce dernier disparaît en 612 dans des circonstances obscures. Théodechilde meurt l'année suivante.